# Hoverla Ivano-Frankivsk
El BC Hoverla es un equipo de baloncesto ucraniano con sede en la ciudad de Ivano-Frankivsk, que compite en la Superliga de Baloncesto de Ucrania, la primera división del baloncesto ucraniano. Disputa sus partidos en el Arena Ivano-Frankivsk.

## Posiciones en liga
- 2003 (1-3)
- 2004 (15-2)
- 2006 (9-2)
- 2007 (3-Higher League)
- 2008 (7-Higher League)
- 2009 (8-UBL)
- 2010 (8-Superleague)
- 2011 (4)
- 2012 (6)
- 2013 (8)

### Plantilla 2013-2014
| N.º | Nombre            | Nacionalidad              | Puesto    |
| --- | ----------------- | ------------------------- | --------- |
| 42  | Travis Peterson   | Bandera de Estados Unidos | Ala-Pívot |
| -   | Seamus Boxley     | Bandera de Estados Unidos | Alero     |
| -   | Andre Young       | Bandera de Estados Unidos | Escolta   |
| -   | Bobby Maze        | Bandera de Estados Unidos | Base      |
| -   | Dmitri Lipovtsev  | Bandera de Rusia          | Pívot     |
| -   | Oleksandr Dolenko | Bandera de Bielorrusia    | Base      |

## Palmarés
- Semifinales Superliga de Baloncesto de Ucrania (2011)
- Subcampeón Copa de Ucrania (2013)